# Alexander de Lavaux

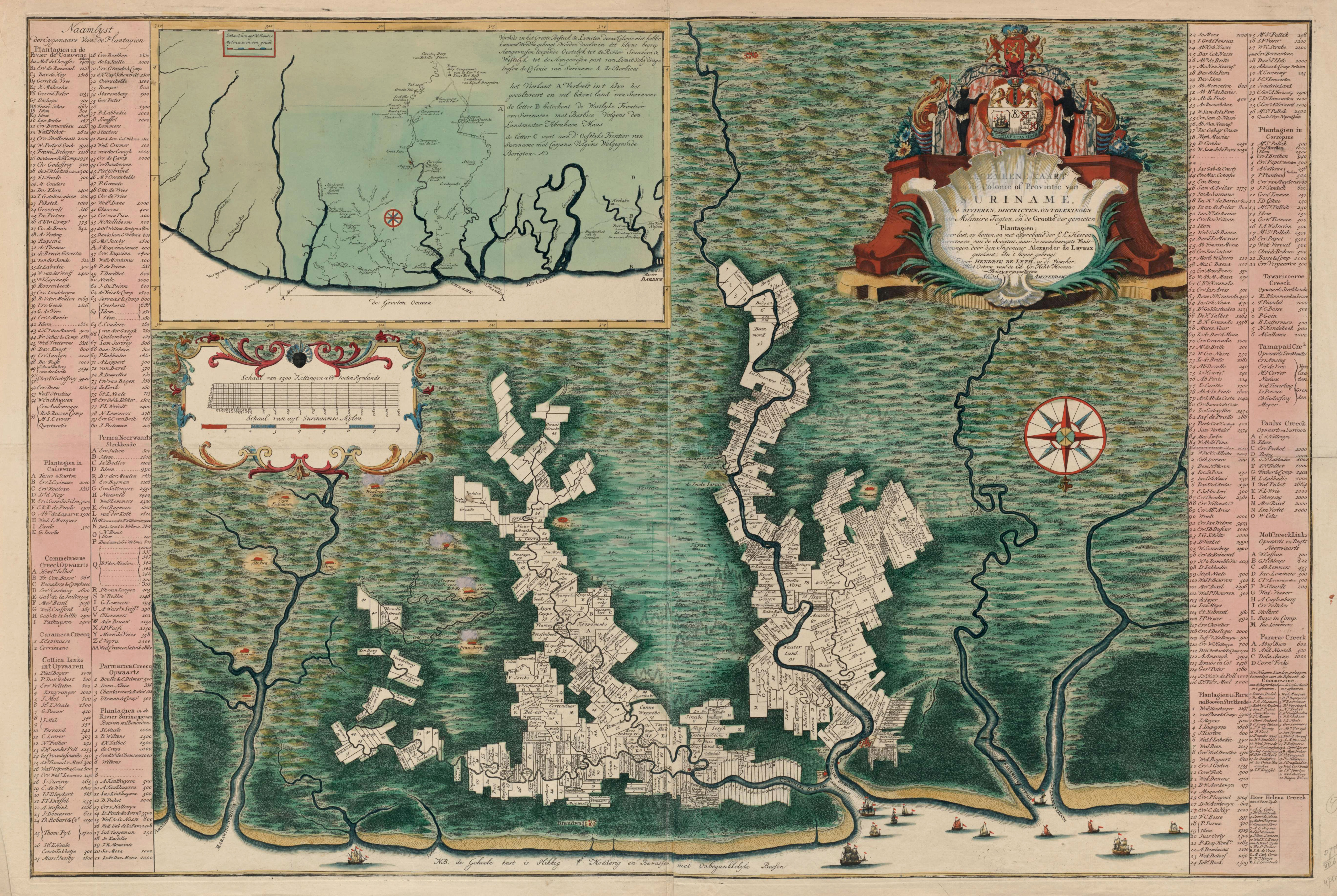
De algemene kaart van De Lavaux uit de 18e eeuw met de plantages in Suriname.

Alexander de Lavaux (Berlijn, ca. 1704) was een Pruisische cartograaf in dienst van de Sociëteit van Suriname. 

## Biografie

### Jonge jaren
Alexander de Lavaux was op 25-jarige leeftijd naar Suriname gekomen, na in het Pruisische leger te hebben gediend als luitenant en ingenieur. In Suriname kreeg hij als cartograaf de rang van vaandrig en nam deel aan enkele tochten tegen de Marrons, gedurende welke hij opmetingen maakte van tot dan toe niet in kaart gebrachte gebieden. Hij zond een deelkaart van de Surinamerivier naar de gouverneur-generaal Jacob Alexander Henry de Cheusses.

### Algemene kaart van Suriname
De Cheusses was zo enthousiast over de kwaliteit van de kaart dat hij De Lavaux in 1734 de opdracht gaf een kaart te vervaardigen van geheel Suriname, waar De Lavaux heimelijk al twee jaar mee bezig was. Als reden voor de opdracht speelde mee dat de bestaande kaarten van onvoldoende kwaliteit waren voor een correct overzicht van het grondbezit en de ligging van de plantages. Bovendien waren de kaarten niet geschikt om nauwkeurig tochten tegen weggelopen slaven, die zich ophielden bij de Saramaccarivier, bij te kunnen houden.
In 1735 werd De Lavaux uitgenodigd om zijn kaart in Amsterdam in koper te graveren. Voor het eerst stonden alle cultuurgebieden in de omgeving op één kaart ingetekend. In de binnenlanden staan onder meer wegloopersdorpen afgebeeld, die in brand staan en andere getuigenissen van acties tegen Marrons, waarbij De Lavaux betrokken was geweest. Naast de grote nauwkeurigheid was de kaart van De Lavaux van extra importantie door de lijst met de namen en grootte van 440 plantages en de namen van hun eigenaren.

### Latere carrière
Na de publicatie van de kaart werd Alexander de Lavaux in 1738 bevorderd tot kapitein en kreeg tevens een aanstelling als ingenieur. Hij keerde via Nieuw-Engeland terug naar Suriname en arriveerde daar in 1740. Inmiddels was er een nieuwe gouverneur benoemd na het overlijden van Van Breukelerwaard, de nieuwe gouverneur Van de Schepper, minder gecharmeerd van het werk van De Lavaux, wilde zijn aanstelling niet accepteren. Ook zijn achterstallig loon als landmeter gedurende de reis naar Nieuw-Engeland werd niet uitbetaald. Gefrustreerd scheepte hij zich in 1741 zonder waarschuwing in op een Engels schip naar Sint-Eustatius, om in Nederland zijn gelijk te halen. Hij belandde vervolgens in de Engelse kolonie Saint-Christopher. Met deze acties maakte hij zich schuldig aan desertie en eind 1741 werd hij door de Engelsen uitgeleverd en in Fort Zeelandia gevangen gezet. Pas in juni 1743 deed de krijgsraad uitspraak, waarvan een deel de doodstraf eiste. De lange en harde voorgevangenis hadden echter hun tol geëist. De Lavaux ging hallucineren en werd voor krankzinnig uitgemaakt. Het vonnis werd omgezet in uitzetting uit de militaire dienst en de kolonie. Ondanks het gebrek aan erkenning en het trieste einde van zijn verblijf in Suriname, zijn zijn kaarten tot op de dag van vandaag van onschatbare waarde.
- Library of Congress Control Number: no2012140474
- Virtual International Authority File: 278854084
- WorldCat: E39PBJptXmphfF7D9qgQ93T4MP